# Windows Live OneCare
Windows Live OneCare (anteriormente conocido como Windows OneCare Live y anteriormente con nombre código A1) es un programa de  seguridad y rendimiento mejora servicio desarrollado por Microsoft para algunos de sus sistemas operativos Windows. El software es una suscripción de pago anual, que puede ser utilizada en hasta tres equipos.

## Descontinuación
El 18 de noviembre de 2008, Microsoft anunció que Windows Live OneCare sería descontinuado el 30 de junio de 2009 y en cambio que ofrecerán a los usuarios un nuevo conjunto de antimalware gratis llamado  Microsoft Security Essentials esté disponible antes de entonces. Sin embargo, las definiciones de virus y el apoyo OneCare continuará hasta que expire una suscripción. Se alienta a los usuarios a utilizar los servicios Windows Live para alternativos características (tales como Windows Live Fotos en lugar de Backup Photo, característica del OneCare). Se esperaba que Windows Live OneCare Safety Scanner también sea interrumpido como parte de este anuncio.

## Servicios que ofrece Windows Live OneCare en la seguridad
Windows Live OneCare, básicamente, ofrece un servicio integrado de seguridad para Windows XP y Windows Vista. Ofrece un antivirus y firewall con capacidad de filtrado de tráfico tanto entrante como saliente, de forma que se puedan proteger ante ataques externos pero también de pérdidas de información o programas malignos que ya tengan instalado en la computadora. Además de esto, reúne otras opciones de seguridad que no siempre se tienen en cuenta. Una de ellas son las copias de seguridad, las cuales se podrán hacer sobre CD, DVD o sobre otro disco de forma programada. También se encarga de instalar automáticamente las actualizaciones de seguridad. Otra novedad es la capacidad de realizar copias de seguridad centralizadas mediante el Círculo OneCare, en la que se puede incluir otros equipos usando la misma membresía (Hasta tres equipos) para monitorearlos de manera remota. También se incluye protección Wi-Fi mejorada.

## Servicios que ofrece Windows Live OneCare en el mantenimiento del equipo
Son el desfragmentado automático del disco, borrado de archivos temporales o innecesarios, búsqueda completa de virus, búsqueda de las actualizaciones más recientes y la administración de los programas de inicio.

## Soporte técnico
Ofrece soporte instantáneo para hacer consultas, aunque no ofrecido por personas, sino que se trata de un sistema automático de respuestas. Para fallas en el Software se ofrece el Soporte Técnico telefónico estándar de los productos de Microsoft.